# 羅爾斯頓 (愛荷華州)
羅爾斯頓（英語：Ralston）是一個位於美國愛荷華州卡洛爾縣和格林縣的城市。

## 地理
羅爾斯頓的座標為42°02′30″N 94°37′50″W / 42.04167°N 94.63056°W，而該地的平均海拔高度為344米（即1129英尺）。

## 人口
根據2010年美國人口普查的數據，羅爾斯頓的面積為5.15平方千米，當中陸地面積為5.15平方千米，而水域面積為0.00平方千米。當地共有人口79人，而人口密度為每平方千米15人。